# Lycosa tista
Lycosa tista är en spindelart som beskrevs av Benoy Krishna Tikader 1970. Lycosa tista ingår i släktet Lycosa och familjen vargspindlar. Inga underarter finns listade i Catalogue of Life.